# バールン

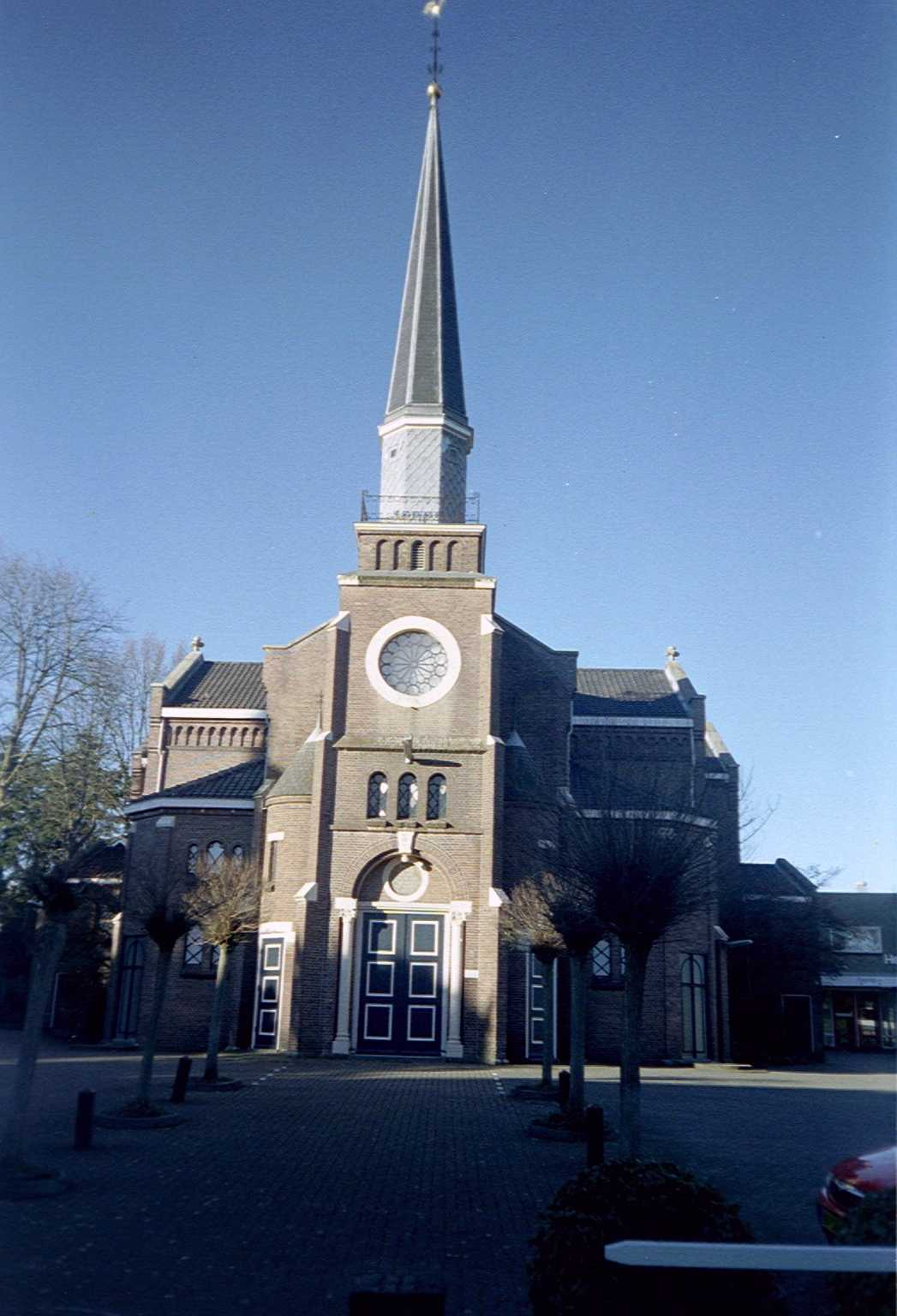
教会

バールン（オランダ語: Baarn [baːrn] ( 音声ファイル)）は、オランダのユトレヒト州に位置する基礎自治体（ヘメーンテ）であり、町である。

## バールン基礎自治体
バールン基礎自治体はバールン、エーンブリュッヘ、ラヘ、フィルスヘの各町から成る。

## バールン町

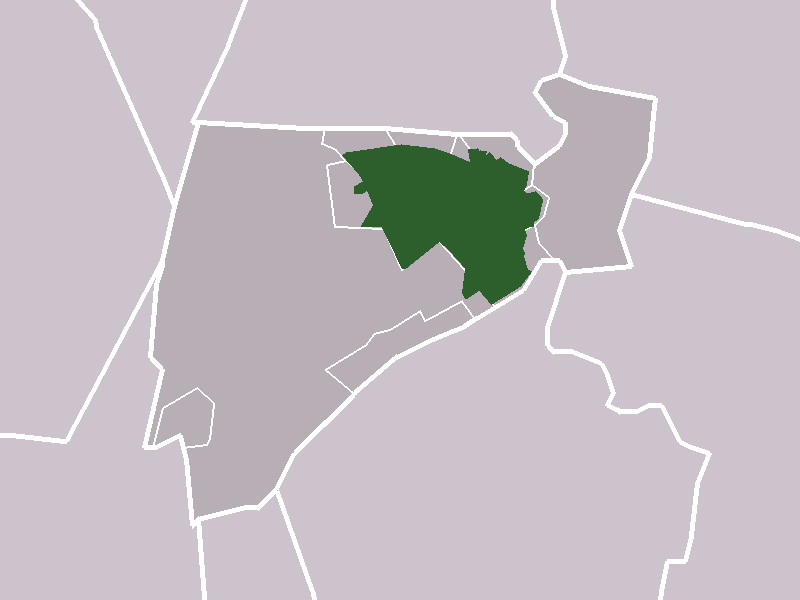
自治体内におけるバールン町（深緑）の位置

ヒルフェルシュムの東8kmに位置する自治体の中核、バールンは1391年に都市権を得た。人口は2001年の時点で2万2871人、うち4.66平方キロメートルの都市部には1万76人が暮らす。
郊外には王室の御用邸があり、その一つスーストデイク宮殿にはエンマ女王、ユリアナ女王、ユリアナ女王の夫君のベルンハルト王配が暮らした。王女時代のベアトリクス女王も1980年にハーグに移るまで、一家でラヘ・フィルスヘ村のドラケステイン城に住み、息子のウィレム＝アレクサンダー皇太子は弟とバールンの学校に通った。
商業施設は主としてラーン通りに面し、植物園やフルーネフェルト城などの観光地がある。北と東は干拓地で、エーム川が流れる。南西部は林になっている。
ボーイスカウトのバイテンゾルフ・スカウト・センターが置かれている。
アメルスフォールトの工業地帯との間の干拓地には10kmにわたって直線道路が延びている。アムステルダムへのアクセスもよく、ベイン・アンド・カンパニーやサーベラス・キャピタル・マネジメントなどの外資系企業が進出している。

## 交通
バールン駅には30分に一度電車が停まり、ユトレヒトまで35分、アメルスフォールトまで10分、アムステルダムまで40分で行ける。A1高速道が北を走る。

## ゆかりの人物
- マリーセ・アベンダノン - 元ホッケー選手。バールン在住
- フランシナ・ブランカース＝クン - 陸上競技選手。1918年4月26日、バールンのラヘ・フィルスヘ生まれ
- マウリッツ・エッシャー - 画家。1941年から1970年までバールンに暮らした
- アンドレ・フクストラ - 元サッカー選手。1964年4月5日、バールン生まれ
- マイケル・ホーン - カナダの歴史学者。1939年9月3日、バールン生まれ
- ハンク・リオタート - オランダ系アメリカ人の元サッカー選手。1943年11月15日、バールン生まれ
- マルティン・マヨール - タイプデザイナー、グラフィック・デザイナー。1964年10月14日、バールン生まれ
- マルライネ - 歌手、テレビ司会者。1971年7月1日、バールン生まれ
- ヒルミ・ミフチ - トルコ系のサッカー選手。1976年7月8日、バールン生まれ
- デュストレイ・ミュルダー - サッカー選手。1985年1月27日、バールン生まれ
- イルセ・ファン・デル・メーイデン - 水球選手。1988年10月10日、バールン生まれ
- マルティン・ファン・ルヘー - アーティスティック・ビリヤード選手。1976年7月2日、バールン生まれ
- ヨリック・ファン・ヴァーヘニンヘン - 俳優。1964年4月16日、バールン生まれ
- ディーデリック・ファン・ヴェール - 元ホッケー選手。1973年9月28日、バールン生まれ
- ホープ・ファン・デン・エンデ - メディア王。バールン在住

## 姉妹都市
- クラーシュテレツ・ナト・オフジー（チェコ）